# Dichaea longipedunculata
Dichaea longipedunculata är en orkidéart som beskrevs av David Edward Bennett och Eric Alston Christenson. Dichaea longipedunculata ingår i släktet Dichaea och familjen orkidéer.
Artens utbredningsområde är Peru. Inga underarter finns listade i Catalogue of Life.